# Parapilocrocis citribasalis
Parapilocrocis citribasalis är en fjärilsart som beskrevs av Munroe 1967. Parapilocrocis citribasalis ingår i släktet Parapilocrocis och familjen Crambidae. Inga underarter finns listade i Catalogue of Life.